# بالابيني (زابوريزكا)
بالابيني (Балабине) هي مدينة في مقاطعة زابوريزكا في أوكرانيا. ويبلغ عدد سكانها حوالي 5379 نسمة.